# Traumstadt
Traumstadt és una pel·lícula d'Alemanya Occidental de 1973 dirigida per Johannes Schaaf amb un guió basat en la novel·la Die andere Seite d'Alfred Kubin del 1909. Els protagonistes eren l'aleshores parella seva Rosemarie Fendel i l'actor suec Per Oscarsson.

## Sinopsi
Florian i Anna Sand són una parella d'artistes de Múnic. Florian treballa com a artista gràfic, però se sent inhibit per les circumstàncies i cada cop més frustrat. El somni de llibertat artística absoluta no es pot fer realitat en la seva vida actual. Des de fa tres dies, un misteriós desconegut el segueix a cada pas, i quan finalment li parla s'imagina Sand com un agent d'una ciutat de somni. Intenta donar lloc a Sand i a la seva dona com a nous ciutadans amb la promesa que realment podran realitzar tots els seus desitjos i somnis. L'objectiu és la llibertat absoluta. Florian i Anna emprenen el llarg viatge cap al misteriós El Dorado, lluny de la resta de la civilització, i a l'arribada, on els rep un nan estrany, al principi queden molt impressionats per les possibilitats d'una ciutat tan visionària. L'enrenou d'aquest lloc òpticament barroc i alhora kafkià, amb les seves figures sovint estranyes, fascina els nouvinguts.
Però aviat té els seus problemes per aclimatar-se a aquest lloc estrany i processar les impressions que l'assalten. L'atemoreix i confon el que s'ofereix, l'abundància i la il·limitat d'aquest món utòpic. Anna pateix una crisi nerviosa i la ciutat de somni com a lloc de desbaratament no és més que una ciutat de malson. Les irregularitats, l'expressió desinhibida dels propis desitjos demostra ser una espasa de doble tall i provoca terribles trastorns en la interacció humana. Florian s'allunya cada dia de la seva dona i es mostra atret màgicament per una bellesa misteriosa. Aviat es propaga el caos general, la decadència i la perversió moral, la llibertat i els excessos de violència són omnipresents a la "ciutat dels somnis", la desaparició de la qual sembla estar programada. Sembla que Florian no ha reconegut el desavantatge de la llibertat absoluta i la decadència il·limitada fins que aquest món paral·lel s'esfondra com una casa de cartes. Difícilment ningú se n'escaparà d'aquesta decadència ...

## Repartiment
- Per Oscarsson: Florian Sand
- Rosemarie Fendel: Anna Sand
- Eva Maria Meineke: Frau Lampenbogen
- Alexander May: Dr. Lampenbogen
- Heinrich Schweiger: Gautsch
- Helen Vita: Prinzessin
- Herbert Bötticher: Sir Edward
- Ron Williams: Herkules Beil
- Louis Waldon: Diener Louis

## Producció
Traumstadt es va rodar a Přísečnice (Txecoslovàquia) i a Israel (exteriors). El rodatge va durar mig any amb un pressupost d'uns dos milions de marcs alemanys. L'estrena va tenir lloc el 15 de novembre de 1973. La primera emissió de televisió alemanya va ser el 4 de novembre de 1975 a l'ARD, coproduïda per la seva emissora Südwestfunk.
Willy Egger es va encarregar de la producció, Wilfried Minks i Bohuslav Kulič van crear els edificis cinematogràfics. El director Schaaf també va aparèixer com a convidat.

## Crítiques
| «                                   | Una àmplia pintura cinematogràfica amb fantasies orgiàstiques i estímuls artístics sofisticats, que segueix en part el model de Kubin, en part el reinterpreta i l'implementa amb idees surrealistes i esdeveniments brillantment escenificats. La sobrecàrrega de símbols de vegades comporta l'ambivalència desitjada (el concepte de llibertat encapçalat per Janus) en una simple confusió. | » |
| — Lexikon des internationalen Films | |   |